# Aikaterini Batzeli
Aikaterini Batzeli (n. 25 mai 1958, Atena, Regatul Greciei) este un om politic grec, membru al Parlamentului European în perioada 2004-2009 din partea Greciei.